# Thomas Kilbride
Thomas L. Kilbride, né en 1953 à LaSalle (Illinois), est un juge à la Cour suprême de l'Illinois entre 2000 et 2020. Il est Chief justice de la Cour suprême de l'Illinois entre 2010 et 2013.